# Јаков Персијанац
Јаков Персијанац је хришћански мученик и светитељ.  

## Биографија
Рођен је у Персији, у граду Клапи. Живео је у хришћанској породици и тако од малих ногу васпитан. Персијски Цар Издигерд га је поставио за племића на двору. Због свог положаја био је принуђен да као и остала властела принесе жртву идолима, којима се и цар клањао. Чувши за ово његова мати и жена, написале му писмо, у коме су га оплакале као богоотпадника и душевног мртваца, молећи га ипак при крају писма, да се покаје и врати Христу. Ганут овим писмом Јаков се горко покајао и пред царем одважно исповедио веру своју у Исуса Христа. Расрђени цар осудио га је на смрт, и то тако да му се одсеца све део по део тела, док не издахне. При сваком сечењу Јаков је благодарио Богу. Ово мучеништво десило се 421. године. 
Православна црква прославља светог Јакова 27. новембра по јулијанском календару.